# Claude Brodin
Claude Brodin (n. 30 iulie 1934, Les Andelys, Haute-Normandie, Franța – d. 17 octombrie 2014, Les Andelys, Haute-Normandie, Franța) a fost un scrimer francez, medaliat olimpic. A participat la 2 ediții ale Jocurilor Olimpice (1960, 1964) în care a câștigat o medalie de bronz.